# 長谷川裕一 (実業家)
長谷川 裕一（はせがわ ひろかず、1940年 - ）は、日本の実業家。株式会社はせがわ相談役。日本学生会議所後援会長、日本会議福岡顧問。

## 人物
龍谷大学文学部仏教学科卒。
2008年に弟の長谷川房生を社長に据えて、会長に退き、対外活動に軸足を移した。2014年6月には、相談役に勇退した。

## 経歴
- 1940年 - 福岡県直方市に、長谷川仏具店（現はせがわ）創業者・長谷川才蔵の長男として生まれる。
- 1963年 - 大学卒業後、長谷川仏具店に入社。
- 1966年 - 専務取締役に就任。
- 1982年 - 代表取締役社長に就任。
- 2008年
  - 4月 - 代表取締役会長に就任。
  - 6月 - 日本ニュービジネス協議会連合会会長に就任。
- 2014年6月 - 同社相談役に退く。

## テレビ番組
- 日経スペシャル カンブリア宮殿 時代を捉える変革力とぶれない信念だけが勝利を生む（2012年2月16日、テレビ東京）[3]

## 書籍

### 著書
- 『お仏壇の本 これだけは知っておきたい仏壇・仏事の知識』（1998年8月21日、チクマ秀版社）ISBN 9784805003343